# Un mythe contemporain : le dialogue des civilisations

Un mythe contemporain : le dialogue des civilisations est un ouvrage du philosophe français Régis Debray, publié aux éditions du CNRS, qui retranscrit une conférence prononcée à Séville le 28 juin 2007 dans le cadre du colloque « Atelier culturel Europe - Méditerranée - Golfe ».

## Contexte
L' « Atelier culturel Europe - Méditerranée- Golfe » qui s'est tenu à Séville fin juin 2007, organisé par la Fondation des Trois cultures, est le deuxième volet d'une initiative du Ministère français des affaires étrangères, confiée par le président français Jacques Chirac à l'ambassadeur Jacques Huntzinger. Le but de cette conférence était de permettre une meilleure compréhension entre le Nord et le Sud. La première rencontre a eu lieu à Paris en septembre 2006 et la troisième à Alexandrie en décembre 2007. Les organisateurs de cette deuxième rencontre étaient Mohammed Ennaji et Enrique Ojeda. Régis Debray en a prononcé la conférence inaugurale, ensuite publiée par les éditions du CNRS.

## Résumé
Pour comprendre ce qu'est une civilisation, Régis Debray rappelle dans un premier temps les différences fondamentales entre un système technique et un système culturel :
- un système technique est de courte durée, et atteint aisément l'échelle planétaire. Il n'existe par exemple que 2 voltages électriques dans le monde, vieux de moins d'un siècle. Les progrès techniques sont en général irréversibles.
- un système culturel existe en revanche dans la longue durée, et à l'échelle locale. Il existe ainsi encore 3000 langues, vieilles pour certaines de plusieurs millénaires. Les progrès culturels ne sont malheureusement pas irréversibles.

Selon Régis Debray, un système technique ne peut donc être à l'origine d'un système culturel. Si un réseau routier et ferroviaire est par exemple nécessaire pour construire l'Union européenne, il est bien insuffisant à créer une identité européenne. Au contraire, la mondialisation technique s'accompagne d'un mouvement inverse de balkanisation et d'affirmation renforcée des identités culturelles. En effet, l'uniformisation technique à grande échelle, atténuant les particularités locales, conduit, par rééquilibrage, à un renforcement ethnique, afin de garantir ce que Régis Debray appelle le « thermostat de l'appartenance ». 

## Citation
"La culture est le lieu naturel de la confrontation, puisque c'est la forge de l'identité, et qu'il n'y a pas d'identité sans un minimum d'altercation à un autre que soi."

## Édition originale
Un mythe contemporain : le dialogue des civilisations, Régis Debray, CNRS éditions, Paris, 2007, 61 p.,  (ISBN 978-2-271-06629-9).